# 광도 (천문학)

광도(光度, luminosity)는 천문학에서 천체가 단위시간에 방사하는 에너지를 가리키는 물리량이다. 국제 단위계에서는 W, CGS 단위계에서는 erg/s로 나타내진다. 또, 태양의 광도 L☉(= 3.828×1026 W)을 단위로 하는 것도 많다.
(측광의 분야에서 사용되는 「광도」(luminous intensity)는 본고의 광도와는 다른 차원을 가지는 다른 양이다. 자세한 것은 광도를 참조)
천체의 외관의 밝기는 거리의 2승에 반비례 해 어두워지지만, 광도는 천체까지의 거리에 의하지 않는 고유의 양이다. 천체의 밝기는 보통, 대수 스케일의 외관의 등급을 이용해 측정해진다.
항성의 밝기를 측정하는 경우, 광도·외관의 등급·거리는 서로 관계가 있는 변수이다. 이 3개의 변수중 2를 알 수 있으면 나머지의 하나를 결정할 수 있다. 광도의 기준으로서 태양의 값을 이용하는 경우가 많기 때문에, 태양의 외관의 등급과 태양까지의 거리를 목적의 천체로의 값과 비교하면 가장 간단하게 각 변수를 계산할 수 있다.

## 휘도와 광도의 변환
모든 방향으로 동일하게 빛을 방사하는 광도 {\displaystyle L}의 점광원을 생각한다. 이 점광원을 중심으로 하는 구면을 생각하면, 광원을 나온 빛은 반드시 이 구면을 통과한다. 구의 반경을 관측자가 있는 위치까지 크게 하면, 광원을 나와 구면을 통과하는 빛의 양의 합계는 항상 일정이지만, 구의 면적이 증가하기 위해서 관측되는 밝기(구면상에서의 단위면적 당의 광도)는 줄어 들게 된다.
{\displaystyle b={\frac {L}{A}}}
여기서 {\displaystyle A}는 구의 면적이다. 이 {\displaystyle b}를 천문학으로 휘도(brightness)라고 부른다(측광등의 분야에서 사용되는 휘도와는 다른 물리량이다). 이것을 광원으로부터 관측자까지의 거리 {\displaystyle r}를 이용하고 쓰면, {\displaystyle A=4\pi r^{2}}에서, {\displaystyle b={\frac {L}{4\pi r^{2}}}}가 된다.
또, 별의 광도 {\displaystyle L}는 온도 {\displaystyle T}와 별의 반경 {\displaystyle R}에 대해서, 이하의 식에서 관계 붙인다.
{\displaystyle L=4\pi R^{2}\cdot \sigma T^{4}}
이 관계를 슈테판-볼츠만 법칙이라고 부른다. 이 식을 태양의 광도 {\displaystyle L_{\odot }}로 나누면 이하의 식을 얻는다.
{\displaystyle {\frac {L}{L_{\odot }}}={\left({\frac {R}{R_{\odot }}}\right)}^{2}{\left({\frac {T}{T_{\odot }}}\right)}^{4}}
주계열성의 경우에는, 광도는 질량과도 이하와 같이 관계하고 있다.
{\displaystyle {\frac {L}{L_{\odot }}}\sim {\left({\frac {M}{M_{\odot }}}\right)}^{3.9}}
이러한 일로부터, 항성의 광도·온도·반경·질량은 모두 서로 결부되고 있는 것을 안다.
별의 등급은 관측되는 휘도를 대수 스케일로 나타낸 것이다. 지구로부터 관측되는 밝기를 외관의 등급이라고 부른다. 별이 10파섹의 거리에 있으면 가정했을 때의 외관의 등급을 절대등급이라고 부른다.
어느 별의 광도와 거리가 주어지면, 그 별의 외관의 등급은 이하의 식에서 구할 수 있다.
{\displaystyle m_{\rm {star}}=m_{\odot }-2.5\log _{10}\left({L_{\rm {star}} \over L_{\odot }}\cdot \left({{D}_{\odot } \over D_{\rm {star}}}\right)^{2}\right)}
여기서,
- mstar은 별의 외관의 등급,
- m☉은 기준이 되는 태양의 외관의 등급
- Lstar은 태양광도를 단위로 한 별의 광도
- L☉은 태양광도
- Dstar은 별까지의 거리
- D☉은 기준이 되는 태양까지의 거리

또, 구체적으로 수치로 나타내면, m☉ = −26.74, D☉ = 1.58 × 10−5 광년에서,
{\displaystyle m_{\rm {star}}=-2.72-2.5\log _{10}\left(L_{\rm {star}}/D_{\rm {star}}^{2}\right)}
예: 

이와 같이 하고, 거리와 외관의 등급으로부터 광도를 요구할 수도 있다: 

예: 

복사등급이 −10등의 밝은 별의 광도는 약 106 L☉이다. 한편, 복사 등급이 +17등의 어두운 별의 광도는 10−5 L☉이다. 절대등급은 광도와 직접 관계하고 있지만 외관의 등급은 거리의 함수이기도 한 것에 주의할 필요가 있다. 실제의 관측에서는 외관의 등급 밖에 측정할 수 없는 경우도 있기 때문에, 광도를 결정하기 위해서는 천체까지의 거리를 다른 방법으로 추측할 필요가 있다.

## 헤르츠스프룽-러셀 다이어그램
헤르츠스프룽-러셀 다이어그램은 별의 광도를 색(혹은 항성분류, 혹은 표면온도)과 관계 붙인 그림이다. 이 그림은 항성의 성질이나 진화를 연구하는데 있어서 매우 중요하다.

## 주의
「외관의 등급」 및 「절대등급」은 정확하게는 「외관의 복사등급」 및 「복사절대등급」이라고 표현해야 하는 것이다. 통상, 「절대등급」은 가시광선 영역만의 절대등급을 의미하고 있는 것이 많다. 가시광선 영역만의 절대등급은 항성의 에너지 방사를 반영하고 있지 않다. 복사등급은 적외선·자외선을 포함한 전파장의 에너지 방사를 반영한 등급이다.

## 같이 보기
- 겉보기등급 순 항성 목록
- 광도 순 항성 목록
- 태양 광도